# Gmina Pirovac
Gmina Pirovac (chorw. Općina Pirovac) – gmina w Chorwacji, w żupanii szybenicko-knińskiej. W 2011 roku liczyła  1930 mieszkańców.